# Strzedziwoj
Strzedziwoj – staropolskie imię męskie, złożone z członu Strzedzi- ("strzec" - równoznacznego ze Strzeży-) oraz członu -woj ("wojownik"). Znaczenie imienia: "ten, który strzeże wojowników" albo "ten, którego strzegą wojownicy".
Strzedziwoj imieniny obchodzi 4 maja.